# Шековац
Шековац, који је у неким поморским картама означен као „Мишњак“, је ненасељено острвце у хрватском делу Јадранског мора у акваторији општине Медулин.
Шековац је једно од 7 острва која се налазе пред, односно у Медулинском заливу источно од полуостврва Камењак, пред улазом у мали залив Портић, око 1 км југозападно од острва Цеја. Површина Шековца износиоси 0,016 км². Дужина обалске линије је 0,5 км.. Највиши врх на острву је висок 6 метара.